# ياماغوتشي فالكاو فلورنتينو
ياماغوتشي فالكاو فلورنتينو (بالبرتغالية: Yamaguchi Falcão Florentino‏) (مواليد 24 ديسمبر 1987) هو ملاكم برازيلي، مثّل بلاده في الألعاب الأولمبية الصيفية 2012.

## روابط خارجية
ياماغوتشي فالكاو فلورنتينو على موقع بوكس ريك (الإنجليزية) (registration required)
- ياماغوتشي فالكاو فلورنتينو على موقع اللجنة الأولمبية الدولية (الإنجليزية)
- ياماغوتشي فالكاو فلورنتينو على موقع أوليمبيديا (الإنجليزية)
- ياماغوتشي فالكاو فلورنتينو على موقع اللجنة الأولمبية البرازيلية (البرتغالية)